# Парламентские выборы в Южной Осетии (2014)
Парламентские выборы в Южной Осетии прошли 8 июня 2014 года в соответствии с указом президента Леонида Тибилова от 20 марта 2014 года.

## Контекст
Однопалатный парламент состоит из 34 депутатов, избирающихся по пропорциональной избирательной системе сроком на пять лет от партий, набравших 7 % и более голосов, при условии, что таких партий — не менее двух и за них должны проголосовать свыше 50 % избирателей. Выборы признаются состоявшимися при явке 50 % плюс один голос. Центральная избирательная комиссия для участия в выборах зарегистрировала 9 партий, из которых три представлены в действующем парламенте V созыва, избранном 31 мая 2009 года:
|   | Партия                                          | Лидер              | Год основания | % на прошлых выборах | Места в парламенте (5 созыв) | % на этих выборах | Места в парламенте (6 созыв) |
| - | ----------------------------------------------- | ------------------ | ------------- | -------------------- | ---------------------------- | ----------------- | ---------------------------- |
| 1 | Единство                                        | Зураб Кокоев       | 2003          | 46,38 %              | 17                           | менее 7 %         | 0                            |
| 2 | Единство Народа                                 | Владимир Келехсаев | 2013          | —                    | —                            | 13,24 %           | 6                            |
| 3 | Единая Осетия                                   | Анатолий Бибилов   | 2012          | —                    | —                            | 43,1 %            | 20                           |
| 4 | Коммунистическая партия Республики Южная Осетия | Станислав Кочиев   | 1993          | 22,25 %              | 8                            | менее 7 %         | 0                            |
| 5 | Новая Осетия                                    | Давид Санакоев     | 2012          | —                    | —                            | менее 7 %         | 0                            |
| 6 | Народная партия Республики Южная Осетия         | Александр Плиев    | 2003          | 22,58 %              | 9                            | 9,08 %            | 4                            |
| 7 | Ныхас                                           | Алан Алборов       | 2013          | —                    | —                            | 7,47 %            | 4                            |
| 8 | Родина                                          | Домбай Гассиев     | 2012          | —                    | —                            | менее 7 %         | 0                            |
| 9 | Фыдыбаста                                       | Вячеслав Гобозов   | 2007          | 6,37 %               | —                            | менее 7 %         | 0                            |

## Голосование
Избирательные участки открылись в 08:00 8 июня. В списках числились 32 тысячи 636 избирателей из 70 тысяч человек населения. Отпечатано было 42 тысячи 156 бюллетеней. В стране были открыты 73 избирательных участка, участок № 73 в Москве, где зарегистрированы 340 граждан Южной Осетии. За ходом голосования следил 91 наблюдатель из 12 стран мира, в том числе из России, Абхазии, Приднестровья, Северной Осетии, Франции, Греции, Израиля и США, а также десять местных и девять зарубежных СМИ, или 65 местных и десять зарубежных журналистов. В обеспечении правопорядка было задействовано более 1100 сотрудников органов внутренних дел. По состоянию на 10:00 проголосовало 10,1 % избирателей, а президент Леонид Тибилов проголосовал на избирательном участке в общеобразовательной школе № 5 в Цхинвале, отметив, что:
Сегодня ответственный день, мы выбираем парламент, который в дальнейшем будет работать на Южную Осетию и народ. Ожидаю, что парламент будет работать по пути большей интеграции с Россией, так как путь развития Южной Осетии выбран — это вектор в сторону России. Перед нами стоит много важных задач. Республике нужен профессиональный парламент. Я надеюсь, что усилия нового депутатского корпуса будут направлены на укрепление государственности, развитие взаимодействия с Россией и совершенствование законодательной базы. Для плодотворной работы парламента заложена хорошая основа. Надеюсь, новый парламент будет сотрудничать с исполнительной властью, чтобы полностью реализовать рамочный договор о дружбе и сотрудничестве, который был подписан в 2008 году между Россией и Южной Осетией.
По состоянию на 12:00 явка на выборах составила 24 %, а по данным со всех избирательных участков, поступивших в ЦИК, в Южной Осетии проголосовало 24,17 % избирателей. По состоянию на 14.00 по московскому времени явка достигла 36,76 %. Глава группы наблюдателей от Совета Федерации РФ Александр Тотоонов сказал, что работа на избирательных участках организована правильно и точно, никаких лазеек для использования грязных технологий нет и результат должен быть признан объективно. Глава Российского фонда свободных выборов Василий Волков отметил, что «на многих избирательных участках люди с удовольствием идут на эти выборы, чувствуется подъём и праздник».
По состоянию на 16:00 в целом по стране явка составила 44,5 %, в Цхинвале — 37,7 %, в Ленингорском районе — 70,8 %, в Дзауском районе — 51,7 %, в Цхинвальском район — 54,4 %, в Знаурском районе — 54,9 %.
По состоянию на 18 часов, как сообщила глава Центризбиркома Белла Плиева, явка составила 50,46 %, в результате чего был преодолен необходимый порог в 50 %. Явка в Цхинвале составила 43,67 %, в Ленингорском районе — 77,4 %, в Дзауском районе — 58,17 %, в Цхинвальском районе — 60,22 %, в Знаурском районе — 60,22 %. В Центризбирком не поступало информации о каких-либо серьёзных нарушениях избирательного законодательства.
В 20.00 голосование завершилось и избирательные комиссии всех участков приступили к подсчёту голосов. После этого, глава делегации наблюдателей от Государственной думы РФ Махарбек Хадарцев на брифинге заявил, что «выборы депутатов в парламент Южной Осетии, состоявшиеся 8 июня, проведены в соответствии с действующим в стране избирательным законодательством и в условиях равноправной политической конкуренции, признает прошедшие парламентские выборы свободными, открытыми и соответствующими международным избирательным стандартам».

## Результат
На 13 участках в Цхинвале некоммерческая организация «Академия социального анализа» проводила опрос общественного мнения, в котором участвовало 2946 человек, что позволило дать предварительную оценку итогов выборов сразу по завершении голосования. По эти данным, «Единая Осетия» набрала 31,2 %, «Единство народа» — 14,0 %, «Новая Осетия» — 12,1 %, «Ныхас» — 12,0 %. 7-процентный барьер преодолели Коммунистическая партия, Народная партия, партии «Единство», «Родина» и «Фыдыбаста».
Первые официальные результаты голосования ЦИК предоставил в 22:00. После подсчета 31,08 % голосов партия «Единая Осетия» набрала — 44,11 %, «Единство народа» — 16,43 %, Народная партия — 7,54 %, «Единство» — 6,58 %, «Новая Осетия» — 6,36 %, «Ныхас» — 6,21 %, «Фыдыбаста» — 4,73 %, Компартия — 4,91 %, «Родина» — 3,12 %. После этого лидер партии «Единая Осетия» Анатолий Бибилов сказал, что «предварительные данные, полученные с избирательных участков, позволяют заявить, что партия „Единая Осетия“ сформирует в парламенте фракцию большинства. У партии появилась возможность реализовать все пункты предвыборной программы. Мы выполним все обещания, которые давали народу республики».
По итогам обработки 100 процентов бюллетеней партия «Единая Осетия» набрала 43,10 % голосов и получит 20 мест в парламенте, «Единство народа» 13,24 % 6 мест, Народная партия — 9,08 % и «Ныхас» — 7,47 % по 4 места. Остальные пять партий не набрали необходимого количества голосов и не преодолели семипроцентный барьер. Явка на выборах составила 60,14 процента (21 129 человек). Глава ЦИК Южной Осетии Белла Плиева сказала, что «это значит, что в соответствии с законом выборы состоялись». Окончательные итоги выборов будут обнародованы в течение пяти дней, после чего в течение двух недель ЦИК проведёт первое заседание парламента нового созыва, на котором будет избран спикер.

## Международная реакция
Более 90 наблюдателей из 12 стран, в том числе России (депутаты, представители ЦИК РФ и общественные деятели), Абхазии, Армении, Греции, Литвы, Франции, ФРГ, Индии, США и самопровозглашённых Приднестровской Молдавской и Нагорно-Карабахской республик отметили хорошую организацию избирательных процессов и отсутствие существенных нарушений.
- Южная Осетия:

Президент Южной Осетии Леонид Тибилов на первой пресс-конференции после выборов сказал, что «парламентские выборы на всей территории Южной Осетии прошли строго в рамках действующего законодательства и на должном организационном уровне. Международные наблюдатели, принявшие участие в наблюдении за ходом голосования, отметили уровень подготовки избирательных комиссий всех уровней. Незначительные нарушения, отмеченные международными наблюдателями и наблюдателями от политических партий на некоторых участках, не повлияли на ход голосования и итоги выборов».
- Грузия:

Первый заместитель министра иностранных дел Грузии Давид Залкалиани сказал, что «выборы ни в коем случае не могут считаться легитимными», так как не соответствуют нормам международного права.
- Европейский Союз:

В распространённом в Брюсселе заявлении внешнеполитической службы Европейского Союза сказано, что:
Европейский союз поддерживает территориальную целостность и суверенитет Грузии в соответствии с международным правом. В связи с сообщениями о выборах в сепаратистском регионе Южная Осетия 8 июня вновь заявляем, что Европейский союз не признает конституционные и правовые рамки проведения данных выборов.
- НАТО:

Генеральный секретарь НАТО Андерс Фог Расмуссен заявил, что «НАТО не признает выборы, прошедшие 8 июня в регионе Грузии, Южной Осетии. Эти выборы не способствуют мирному и прочному урегулированию ситуации в Грузии».